# Франекерадел
Франекерадел (нід. Franekeradeel, фриз. Frjentsjerteradiel) — колишня громада в провінції Фрисландія на півночі Нідерландів. Була утворена у 1984 році шляхом злиття старої громади Франекерадел з містом Франекере та частинами колишньої громади Баррадел. Населення складало 20 590 чоловік станом на 31 грудня 2008 року. Загальна площа становила 109,17 км², з яких вода — 6,44 км². Адміністративний центр — місто Франекер.
1 січня 2018 року громади Франекерадел, Хет-Білдт, Менамераділ і частково Літтенсераділ були об'єднані і створена нова громада Вадхуке.

## Населені пункти

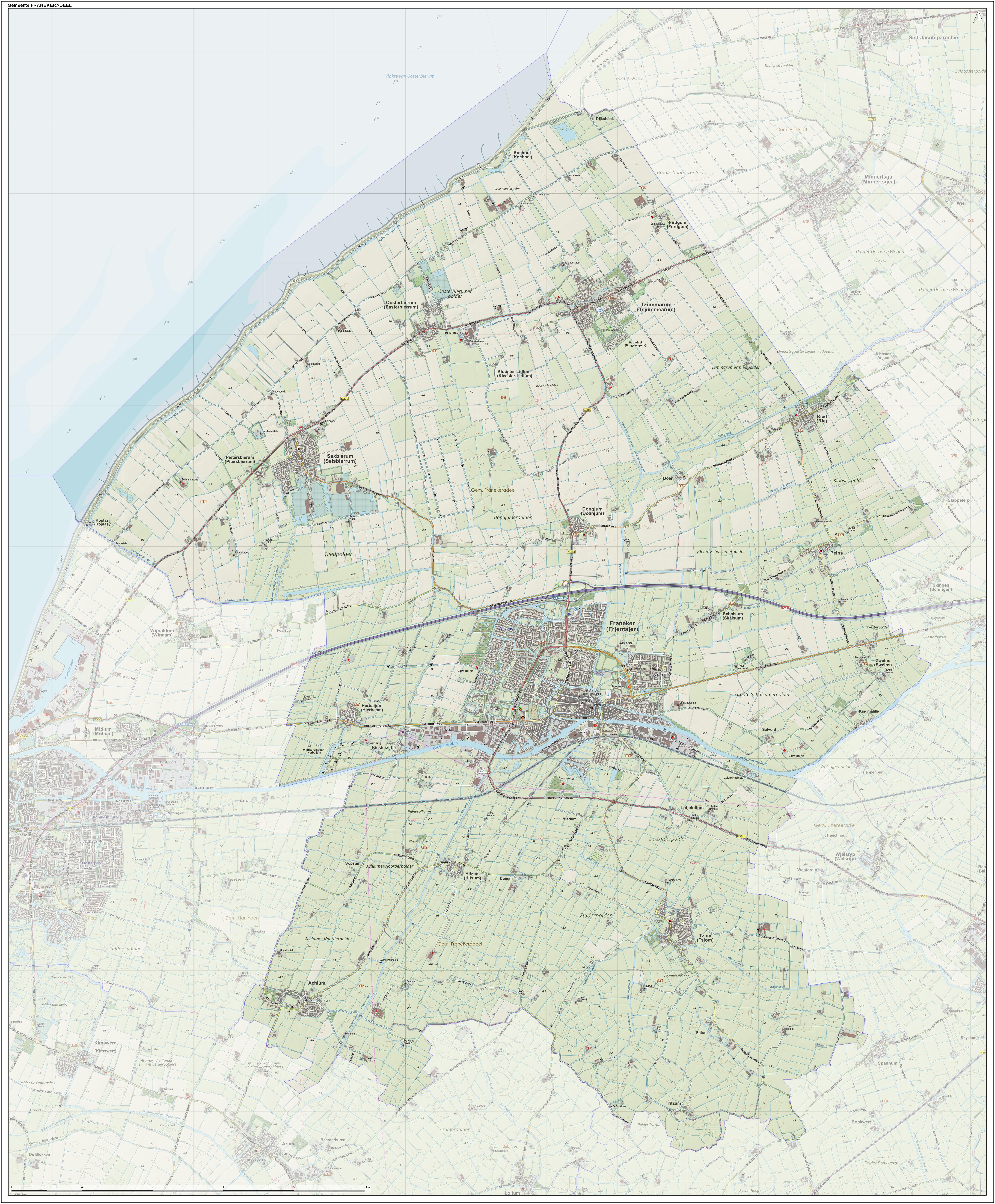
Нідерландська топографічна карта колишньої громади Франекерадел, червень 2015 року

Населені пункти, що входили до складу громади:
- Ахлюм
- Бур
- Донг'юм
- Звейнс
- Клостер-Лідлюм
- Остербірюм
- Пейнс
- Пітерсбірюм
- Рід
- Сексбірюм
- Схалсюм
- Тзюм
- Тзюммарюм
- Фірдгюм
- Франекер
- Хербайюм
- Хітзюм

## Політика

### Розподіл місць у раді громаді
| Політична партія                       | Місця | Місця | Місця | Місця |
| Політична партія                       | 2002  | 2006  | 2010  | 2014  |
| -------------------------------------- | ----- | ----- | ----- | ----- |
| Громадський інтерес Франекерадела      | 5     | 3     | 5     | 5     |
| ХДЗ                                    | 5     | 5     | 4     | 4     |
| ФНП                                    | 3     | 3     | 2     | 4     |
| Партія праці                           | 4     | 5     | 3     | 2     |
| Народна партія за свободу і демократію | 1     | 1     | 2     | 1     |
| Демократи 66                           | —     | —     | 1     | 1     |
| Зелені ліві                            | —     | 1     | 1     | 1     |
| Християнський союз                     | 1     | 1     | 1     | 1     |
| Усього                                 | 19    | 19    | 19    | 19    |

## Культура
- Планетарій Ейсе Ейсінги
- Музей Мартена